# Lori de Stephen
Vini stepheni
Espèce
Synonymes
- Calliptilus stepheni North, 1908

Statut de conservation UICN

 VU D1+2 : Vulnérable
Statut CITES
Le Lori de Stephen (Vini stepheni) est une espèce de psittacidés du groupe des Loriinae, proche du Lori de Kuhl.
Son nom est attribué au collecteur australien Alfred Ernest Stephen (1879-1961).

## Distribution
Cet oiseau est endémique de l'île d'Henderson de l'archipel de Pitcairn.

## Habitat
Elle se rencontre dans les forêts claires littorales.

## Description
Le Lori de Stephen présente une coloration verte sur le dessus et rouge pour les parties inférieures (avec toutefois des nuances vertes au niveau de la poitrine).

## Publication originale
- North, 1908 : On three apparently undescribed birds from Henderson or Elizabeth Island, Paumotu Group. Records of the Australian Museum, vol. 7, p. 29-32.

### Sources
- Forshaw J.M. (2006) Parrots of the World. An identification guide. Princeton University Press, Princeton, Oxford, 172 p.
- Mario D. & Conzo G. (2004) Le grand livre des perroquets. de Vecchi, Paris, 287 p.